# استاد راهنما
استاد راهنما یکی از اعضای هیئت علمی دانشگاه است که به پیشنهاد معاونت آموزشی دانشکده و حکم رئیس دانشکده، مسئولیت هدایت تحصیلی و راهنمایی دانشجویان در مقاطع تحصیلی مختلف را در زمینه مشکلات، آموزشی پژوهشی و فردی برعهده می‌گیرد.

## در ایران

##### شرح وظایف
در اجرای مواد فصل سوم و فصل ششم آیین‌نامه آموزشی دوره دکتری، مصوبه جلسه ۲۷۴ شورای عالی برنامه‌ریزی مورخ ۸/۱۲/۱۳۷۲ در مورد وظایف استاد راهنما و مراحل تدوین رساله دوره دکتری و به منظور ایجاد هماهنگی بین دانشگاه‌ها و مؤسسات آموزش عالی در اجرای این ماده، دستورالعمل زیر در ۱۲ ماده و ۶ تبصره در جلسه ۳۳۹ شورای عالی برنامه‌ریزی مورخ ۱۴/۲/۱۳۷۶ به تصویب نهائی رسید.

##### آئین‌نامه استاد راهنما دانشگاه آزاد اسلامی
مصوب بیست و پنجمین جلسه مورخ ۲۳/۱۲/۸۲ شورایعالی برنامه‌ریزی علوم پزشکی وزارت متبوع برای کلیه دانشجویان مقاطع کاردانی، کارشناسی پیوسته، ناپیوسته و دکترای عمومی پزشکی دندانپزشکی و داروسازی صرف نظر از سال ورود به دانشگاه از مهر ماه ۱۳۸۳ لازم‌الاجرا است.